# Pie de Langogne
Pie de Langogne (à l'état civil: Blaise-Armand de Sabadel), né le 14 décembre 1850 à Langogne dans la (Lozère (France) et décédé le 4 mai 1914, est un prêtre capucin français. Procureur de l'Ordre capucin et membre de plusieurs dicastères romains il est nommé archevêque titulaire de Corinthe en 1911.

## Biographie
Blaise-Armand de Sabadel est né à Langogne le 14 décembre 1850. Il entre chez les Capucins en 1873. Y prenant le nom de Pie, il est connu, suivant la tradition des Capucins, comme 'Pie de Langogne'. Lecteur en philosophie, il est très versé dans le droit canonique, et passa la plus grande partie de sa vie à Rome, comme secrétaire du procureur général de son Ordre religieux, puis ministre général des Capucins. 
Il est fait, en 1911, archevêque titulaire de Corinthe, consulteur de la Congrégation de l'Index et de plusieurs congrégations romaines. Il fait partie de l'entourage du pape Pie X, dont il était le confesseur. Favorable à l'Action française il est ainsi membre d'une sorte de parti « vieux catholique et vieux français » refusant le modernisme. Il meurt le 4 mai 1914.

## Écrits
- Le Saint joyeux ou la Vie du Bienheureux Crispin de Viterbe, 1901, lire en ligne sur BnF Gallica
- À Marie Immaculée Petit bouquet de fleurs, fleurettes et brindilles, Paris, Librairie Victor Lecoffre ; J. Gabalda Éditeur, 1918, 84 p., 23 cm
- À Marie Immaculée, Poésies, 1918
- Diurnal de Marie : Eulogies quotidiennes à la Très Sainte Vierge
- La vénérable Philomène de Sainte-Colombe, religieuse minime déchaussée : Sa vie et ses écrits, Paris, Maison de la Bonne Presse, 1899, lire en ligne sur BnF Gallica
- « L'Ouverture de conscience : Les confessions et communions dans les communautés », texte et commentaire du Décret de la Sacrée Congrégation des évêques et réguliers du 17 décembre 1890, BnF
- Bullarii Ordinis Minorum Capuccinorum
- De Bulla Innocentiana, Seu de Potestate Papae committendi simplici presbytéro subdiaconatus collationem, Rome, 1902
- In Causa Tertii Ordini Saecularis S. P. Francisci Novae Animadversiones in appendicem ad votum  Rmi  Consultoris S. Congregationis Indulgenttiarum

Source : concernant les Capucins : Bibliothèque franciscaine des Capucins